# Йоан Вісса
Йоан Вісса (фр. Yoane Wissa, нар. 3 вересня 1996, Епіне-су-Сенар) — конголезький футболіст, нападник англійського клубу «Брентфорд».
Виступав, зокрема, за клуб «Лор'ян», а також національну збірну Демократичної Республіки Конго.

## Клубна кар'єра
Народився 3 вересня 1996 року в місті Епіне-су-Сенар. Вихованець футбольної школи клубу «Шатору». Дорослу футбольну кар'єру розпочав 2014 року в основній команді того ж клубу, в якій провів два сезони, взявши участь у 25 матчах чемпіонату.
Згодом з 2016 по 2018 рік грав у складі «Анже», а також на правах оренди за «Лаваль» та «Аяччо».
Своєю грою за останню команду привернув увагу представників тренерського штабу клубу «Лор'ян», до складу якого приєднався 2018 року. Відіграв за команду з Лор'яна наступні три сезони своєї ігрової кар'єри. Більшість часу, проведеного у складі «Лор'яна», був основним гравцем атакувальної ланки команди.
До складу клубу «Брентфорд» приєднався 2021 року. Станом на 20 серпня 2023 року відіграв за клуб з Лондона 70 матчів у національному чемпіонаті.

## Виступи за збірну
У 2020 році дебютував в офіційних матчах у складі національної збірної Демократичної Республіки Конго.
| Дата       | Місто                   | Господарі    | Результат | Гості        | Турнір                                   | Голи | Примітки |
| ---------- | ----------------------- | ------------ | --------- | ------------ | ---------------------------------------- | ---- | -------- |
| 9-10-2020  | Уагадугу                | Буркіна-Фасо | 3 – 0     | ДР Конго     | товариський матч                         | -    | 20' 51'  |
| 13-10-2020 | Марракеш                | Марокко      | 1 – 1     | ДР Конго     | товариський матч                         | 1    |          |
| 25-3-2022  | Кіншаса                 | ДР Конго     | 1 – 1     | Марокко      | Відбір до ЧС 2022                        | 1    | 75'      |
| 29-3-2022  | Касабланка              | Марокко      | 4 – 1     | ДР Конго     | Відбір до ЧС 2022                        | -    | 77'      |
| 4-6-2022   | Кіншаса                 | ДР Конго     | 0 – 1     | Габон        | Відбір до Кубка африканських націй 2023  | -    | 70'      |
| 8-6-2022   | Омдурман                | Судан        | 2 – 1     | ДР Конго     | Відбір до Кубка африканських націй 2023  | -    | 60'      |
| 23-9-2022  | Касабланка              | Буркіна-Фасо | 1 – 0     | ДР Конго     | товариський матч                         | -    |          |
| 27-9-2022  | Касабланка              | ДР Конго     | 3 – 0     | Сьєрра-Леоне | товариський матч                         | -    | 63'      |
| 24-3-2023  | Лубумбаші               | ДР Конго     | 3 – 1     | Мавританія   | Відбір до Кубка африканських націй 2023  | -    | 62'      |
| 28-3-2023  | Нуакшот                 | Мавританія   | 1 – 1     | ДР Конго     | Відбір до Кубка африканських націй 2023  | -    | 72'      |
| 14-6-2023  | Дуала                   | ДР Конго     | 1 – 0     | Уганда       | товариський матч                         | -    | 57'      |
| 18-6-2023  | Лібревіль               | Габон        | 0 – 2     | ДР Конго     | Відбір до Кубка африканських націй 2023  | -    | 74'      |
| 9-9-2023   | Кіншаса                 | ДР Конго     | 2 – 0     | Судан        | Відбір до Кубка африканських націй 2023  | -    | 82'      |
| 12-9-2023  | Совето                  | ПАР          | 1 – 0     | ДР Конго     | товариський матч                         | -    | 58'      |
| 15-11-2023 | Кіншаса                 | ДР Конго     | 2 – 0     | Мавританія   | Відбір до ЧС 2026                        | 1    | 76'      |
| 19-11-2023 | Бенгазі                 | Судан        | 1 – 0     | ДР Конго     | Відбір до ЧС 2026                        | -    | 69'      |
| 10-1-2024  | Абу-Дабі                | ДР Конго     | 1 – 2     | Буркіна-Фасо | товариський матч                         | -    | 76'      |
| 17-1-2024  | Сан-Педро (Кот-д'Івуар) | ДР Конго     | 1 – 1     | Замбія       | Кубок африканських націй 2023 - 1-й етап | 1    | 90+3'    |
| Усього     |                         | Матчів       | 18        |              | Голів                                    | 4    |          |